# Eucoelium mariae
Eucoelium mariae is een zakpijpensoort uit de familie van de Polycitoridae. De wetenschappelijke naam van de soort is, als Polycitorella mariae, voor het eerst geldig gepubliceerd in 1924 door W. Michaelsen.